# Gioielleria Agatino Russo e figli
La  gioielleria Agatino Russo e figli era un edificio in una architettura eclettica di gusto classico-barocco.  Si trovava in via Etnea 48, angolo via Fragalà, di fronte alla  basilica Collegiata a Catania, in Sicilia.  L'edificio era stato costruito nel 1900 in un linguaggio eclettico (Eclettismo-liberty catanese) in stile classico-barocco dall'architetto Carlo Sada. La ditta "Agatino Russo e figli", fondata nel 1846 e chiusa nel 1961, si occupava di gioielleria, argenteria, lavori di corallo e di antichità, bigiotteria.